# Haasop
Het Haasop is een natuurgebied in de Oost-Vlaamse gemeente Beveren.
Het gebied van 100 ha ligt ten noorden van de kern van Beveren, ten noorden van de autoweg A11, vlak ten zuiden van de Waaslandhaven.
Er lag hier een dijk (Beverse Dijk) die een linie vormde tussen het Fort Verrebroek (1586) en het Fort Sint-Marie, waarop de Spanjaarden de schansen Haasop en Steenland bouwden. Deze werden ter verdediging tegen de Staatse troepen aangelegd.
Ten zuiden van de dijk lag de Beverenpolder. Omstreeks 1972 werd een deel van de polder opgespoten in het kader van de aanleg van de Waaslandhaven. De zo ontstane zandvlakte van 4 km lang en 500 meter breed werd beschouwd als een bufferzone tussen het havengebied en de bebouwing.
Er ontstonden op deze vlakte rietvelden, bosjes en schrale grasvlakten. In 2001 werd 100 ha van dit gebied bestemd als natuurcompensatie voor het graven van het Deurganckdok. In 2003 werd een deel van het gebied met een raster afgeschermd en er grazen sindsdien Konikpaarden en Gallowayrunderen.
In 2006 werden poelen aangelegd voor de voortplanting van de rugstreeppad. Het terrein vormt een broedgebied voor tal van vogelsoorten. De groenknolorchis en de moeraswespenorchis komen er voor. Andere kenmerkende planten zijn: rond wintergroen, stijve windhalm, gewoon langbaardgras, zandhoornbloem, moeraszuring, waterpunge, lidsteng en poelruit.